# Argentina en la Copa Mundial de Rugby de 1999
La Selección de rugby de Argentina fue una de los 20 países participantes de la Copa Mundial de Rugby de 1999 que tuvo como sede principal a Gales.
En su cuarta participación los Pumas hicieron su mejor torneo hasta ese momento, accediendo a la fase final de la Copa del Mundo por primera vez.

## Clasificación
Argentina clasificó al torneo luego de golear a sus pares americanos.
| Equipo         | Gan. | Emp. | Per. | Puntos |
| -------------- | ---- | ---- | ---- | ------ |
| Argentina      | 3    | 0    | 0    | 9      |
| Canadá         | 2    | 0    | 1    | 7      |
| Estados Unidos | 1    | 0    | 2    | 5      |
| Uruguay        | 0    | 0    | 3    | 3      |

## Plantel[2]
El equipo solo contaba con seis jugadores profesionales y el neozelandés Alex Wyllie fue el entrenador, el único extranjero hasta la actualidad. En negrita los jugadores titulares:
|                         | Jugador                   | Edad    | Posición      | Tests | Equipo                             |
| ----------------------- | ------------------------- | ------- | ------------- | ----- | ---------------------------------- |
| Hookers y Pilares       |                           |         |               |       |                                    |
|                         | Agustín Canalda           | 22 años | Hooker        | ?     | Club Newman                        |
|                         | Fernando Díaz Alberdi     | 27 años | Pilar         | ?     | Club Universitario de Buenos Aires |
|                         | Roberto Grau              | 29 años | Pilar         | ?     | Saracens                           |
| 3                       | Omar Hasan                | 28 años | Pilar         | ?     | Football-Club Auch                 |
| 2                       | Mario Ledesma             | 26 años | Hooker        | ?     | Curupaytí Club de Rugby            |
| 1                       | Mauricio Reggiardo        | 29 años | Pilar         | ?     | Castres Olympique                  |
|                         | Martín Scelzo             | 23 años | Pilar         | ?     | Northampton Saints                 |
| Segundas líneas         |                           |         |               |       |                                    |
| 5                       | Alejandro Allub           | 22 años | Segunda línea | ?     | Jockey Club Córdoba                |
| 4                       | Carlos Fernández Lobbe    | 24 años | Segunda línea | ?     | Liceo Naval                        |
|                         | Raúl Pérez                | 34 años | Segunda línea | ?     | Duendes Rugby Club                 |
|                         | Pedro Sporleder           | 28 años | Segunda línea | ?     | Curupaytí Club de Rugby            |
| Alas y Octavos          |                           |         |               |       |                                    |
| 8                       | Gonzalo Longo             | 25 años | Octavo        | ?     | San Isidro Club                    |
| 7                       | Rolando Martín            | 31 años | Ala           | ?     | San Isidro Club                    |
|                         | Lucas Ostiglia            | 23 años | Ala           | ?     | Hindú Club                         |
| 6                       | Santiago Phelan           | 25 años | Ala           | ?     | Club Atlético de San Isidro        |
|                         | Miguel Ruiz               | 24 años | Octavo        | ?     | Teqüe Rugby Club                   |
| Medios scrums           |                           |         |               |       |                                    |
|                         | Nicolás Fernández Miranda | 26 años | Medio scrum   | ?     | Hindú Club                         |
| 9                       | Agustín Pichot            | 25 años | Medio scrum   | ?     | Bristol Bears                      |
| Aperturas y Centros     |                           |         |               |       |                                    |
| 12                      | Lisandro Arbizu           | 28 años | Centro        | ?     | Club Athlétique Brive-Corrèze      |
|                         | José Cilley               | 26 años | Apertura      | ?     | San Isidro Club                    |
|                         | Felipe Contepomi          | 22 años | Centro        | ?     | Club Newman                        |
|                         | Juan Fernández Miranda    | 24 años | Centro        | ?     | Hindú Club                         |
| 10                      | Gonzalo Quesada           | 25 años | Apertura      | ?     | RC Narbonne                        |
| 13                      | Eduardo Simone            | 25 años | Centro        | ?     | Bristol Bears                      |
| Fullbacks y Wings       |                           |         |               |       |                                    |
| 11                      | Diego Albanese            | 26 años | Wing          | ?     | San Isidro Club                    |
|                         | Octavio Bartolucci        | 24 años | Wing          | ?     | Club Atlético del Rosario          |
| 14                      | Gonzalo Camardón          | 28 años | Wing          | ?     | Rugby Roma Olimpic                 |
| 15                      | Ignacio Corleto           | 21 años | Fullback      | ?     | Club Universitario de Buenos Aires |
|                         | Manuel Contepomi          | 22 años | Fullback      | ?     | Club Newman                        |
|                         | José Orengo               | 23 años | Wing          | ?     | Club Atlético del Rosario          |
| Entrenador: Alex Wyllie |                           |         |               |       |                                    |

## Participación
Los Pumas disputaron el partido inaugural, en el recién construido Estadio del Milenio, frente a los Dragones rojos; cayeron 23–18. En la segunda fecha enfrentaron por el partido clave a Samoa; rival que los había derrotado en los dos últimos mundiales; tras irse al entretiempo perdiendo por 13 puntos, los argentinos remontaron y triunfaron 32–16. Finalmente cerraron el grupo D contra Japón que nunca había ganado en el torneo; los sudamericanos triunfaron 33–12.

### Fase de grupos
| Equipo    | Gan. | Emp. | Per. | A favor | En contra | Puntos |
| --------- | ---- | ---- | ---- | ------- | --------- | ------ |
| Gales     | 2    | 0    | 1    | 118     | 71        | 4      |
| Samoa     | 2    | 0    | 1    | 97      | 72        | 4      |
| Argentina | 2    | 0    | 1    | 83      | 51        | 4      |
| Japón     | 0    | 0    | 3    | 36      | 140       | 0      |

| Clasificado a las Eliminatorias. |

| Equipo    | G | E | P | PF  | PC  | Pts |
| --------- | - | - | - | --- | --- | --- |
| Argentina | 2 | 0 | 1 | 83  | 51  | 7   |
| Canadá    | 1 | 0 | 2 | 114 | 82  | 5   |
| Uruguay   | 1 | 0 | 2 | 42  | 97  | 5   |
| Rumania   | 1 | 0 | 2 | 50  | 126 | 5   |
| Tonga     | 1 | 0 | 2 | 47  | 171 | 5   |

### Eliminatorias
Argentina quedó ubicada como el mejor tercero, por lo tanto avanzó a la fase eliminatoria y se midió con el favorito XV del Trébol. En un partido memorable para la historia del rugby argentino y tras defender por diez minutos su in–goal, vencieron 24–28 a los irlandeses y avanzaron a la fase final del torneo por primera vez. Este enfrentamiento inició la rivalidad Pumas vs. XV del Trébol.
| 20 de octubre de 1999 | Argentina                                           | 28 – 24 | Irlanda                              | Estadio Bollaert-Delelis, Lens,                              |                                                              |
|                       | Try Albanese Conversión Quesada Penales Quesada (7) | Reporte | Penales (7) Humphreys Drop Humphreys | Asistencia: 41.320 espectadores Árbitro(s): Stuart Dickinson | Asistencia: 41.320 espectadores Árbitro(s): Stuart Dickinson |

### Cuartos de final
Con solo cuatro días de descanso, los Pumas enfrentaron a Les Bleus: Francia derrotó a los argentinos y los eliminó del torneo, luego resultaría subcampeón.
| 24 de octubre de 1999 | Francia                                                                                  | 47 – 26 | Argentina                                                                     | Lansdowne Road, Dublín,                                 |                                                         |
|                       | Tries Garbajosa , Bernat-Salles , Ntamack Conversiones Lamaison (5) Penales Lamaison (4) | Reporte | Tries Pichot Arbizu Conversiones Quesada (2) Penales (3) Quesada F. Contepomi | Asistencia: 40.000 espectadores Árbitro(s): Derek Bevan | Asistencia: 40.000 espectadores Árbitro(s): Derek Bevan |

## Legado
Argentina finalizó el torneo en el 5° puesto, es la tercera mejor participación histórica. Gonzalo Quesada fue el máximo anotador del torneo y el gran desempeño logrado permitió que la mayoría de los jugadores iniciaren una carrera profesional en Europa.
Aquel seleccionado fue homenajeado por la Fundación Konex con una Mención especial por sus logros para el deporte argentino. El hecho fue considerado como el más importante de la historia del seleccionado hasta que sucedió la participación en Francia 2007.